# ペア血清
ペア血清（ぺあけっせい、英: paired serum）とは同一患者から採取された1組の急性期血清および回復期血清。感染初期の血清を急性期血清とし、病気が回復した後の血清を回復期血清とし、その抗体価の上昇を指標として血清学的診断を行う。感染症の診断、ワクチンの効果の判定に使用される。